# Angermühle (Münchberg)
Angermühle ist eine Wüstung auf dem Gemeindegebiet der Stadt Münchberg im Landkreis Hof (Oberfranken, Bayern).

## Geografie
Die Einöde lag auf einer Höhe von 526 m ü. NHN an der Pulschnitz und war unmittelbar von Acker- und Grünland umgeben. Das Stadtzentrum Münchbergs befand sich circa 800 Meter westlich.

## Geschichte
Angermühle gehörte zur Stadt Münchberg. Das bayreuthische Kastenamt Münchberg war Grundherr des Hauses mit Mühle.
Von 1797 bis 1810 unterstand Angermühle dem Justiz- und Kammeramt Münchberg. Infolge des Ersten Gemeindeedikts wurde Angermühle dem 1812 gebildeten Steuerdistrikt Münchberg und der zugleich entstandenen die Munizipalgemeinde Münchberg zugewiesen. In einem Gemeindeverzeichnis des Jahres 1911 wurden für Münchberg noch sechs Orte angegeben, d. h. Angermühle galt noch als Gemeindeteil. Auf einer topographischen Karte des Jahres 1922 wurde Angermühle letztmals verzeichnet. Heute befindet sich an der Stelle der Mühle das Haus Nr. 27 des Angermühlweges.

### Einwohnerentwicklung
| Jahr      | 1819  | 1861  | 1871   | 1885   | 1900   |
| Einwohner | *     | 8     | 16     | 15     | 17     |
| Häuser    |       |       |        | 2      | 2      |
| Quelle    | [ 8 ] | [ 9 ] | [ 10 ] | [ 11 ] | [ 12 ] |

## Religion
Angermühle war nach St. Peter und Paul (Münchberg) gepfarrt und evangelisch-lutherisch geprägt.